# Lac de Mondély
Le lac de Mondély est un lac de barrage situé dans le département de l'Ariège, alimenté par la Lèze, dans le massif du Plantaurel.

## Toponymie
Mondély est le nom du lieu-dit de la commune de Gabre qui jouxte le lac dans sa partie Ouest.

## Géographie
Il est situé sur le territoire des communes d'Aigues-Juntes, de La Bastide-de-Sérou et de Gabre.

## Historique
Initié pour répondre à des besoins d'irrigation agricole, le lac a été mis en eau en décembre 1980, sa construction, commencée en mai 1979, ayant duré moins de 2 ans. Le SMAHVL (Syndicat Mixte d'Aménagement Hydraulique de la Vallée de la Lèze) composé en majorité d'agriculteurs irrigants exploite et assure la gestion du barrage et des lâchers d'eau.

## Description
Le barrage de Mondély, de catégorie « A » (article R214-112 du code de l'environnement), est un remblai en terre compactée dont l'altitude de la crête est de 384,70 NGF. Le talus amont comporte une risberme de 5 m de largeur à mi-hauteur, sa pente est de 1V/3H. La pente du talus aval est de 1V/2,5H. Les talus ont été renforcés par des enrochements respectivement de pente 4H/1V formant une risberme de 8 m à la cote 379 pour l'amont et de pente 3H/1V formant une risberme de 4 m à la cote 378 pour l'aval.
Il est destiné à l'irrigation de la vallée de la Lèze, soit environ 55 km de long (1 700 ha irrigables) dans le département de l'Ariège d'abord et ensuite dans celui de la Haute-Garonne. Son remplissage est essentiellement assuré par un bassin versant de 13,6 km2. L'évacuateur de crue implanté en rive gauche, arasé à la cote de 382.30NGF, permet d'évacuer 45 m3/s sous la charge des plus hautes eaux exceptionnelles (hauteur d'eau à l'arase de 1,65 m).
Pour information, lors de la crue de juin 2000, la hauteur d'eau relevée à l'arase du déversoir était de 0,75 m.

## Voies d'accès
À partir du Mas-d'Azil, il faut prendre la route D1A jusqu'à Gabre. Environ 1 km après Gabre, prendre à droite et suivre les panneaux indicateurs.
À partir de La Bastide-de-Sérou, traverser le bourg vers le Nord-Ouest en direction du Mas-d'Azil et emprunter la RD 501.

## Conservation de la nature
Le site a été classé « Zone naturelle d'intérêt écologique, faunistique et floristique » par le Ministère de l'Écologie et du Développement durable en 1989. C'est un site d'observation ornithologique.

## Activités

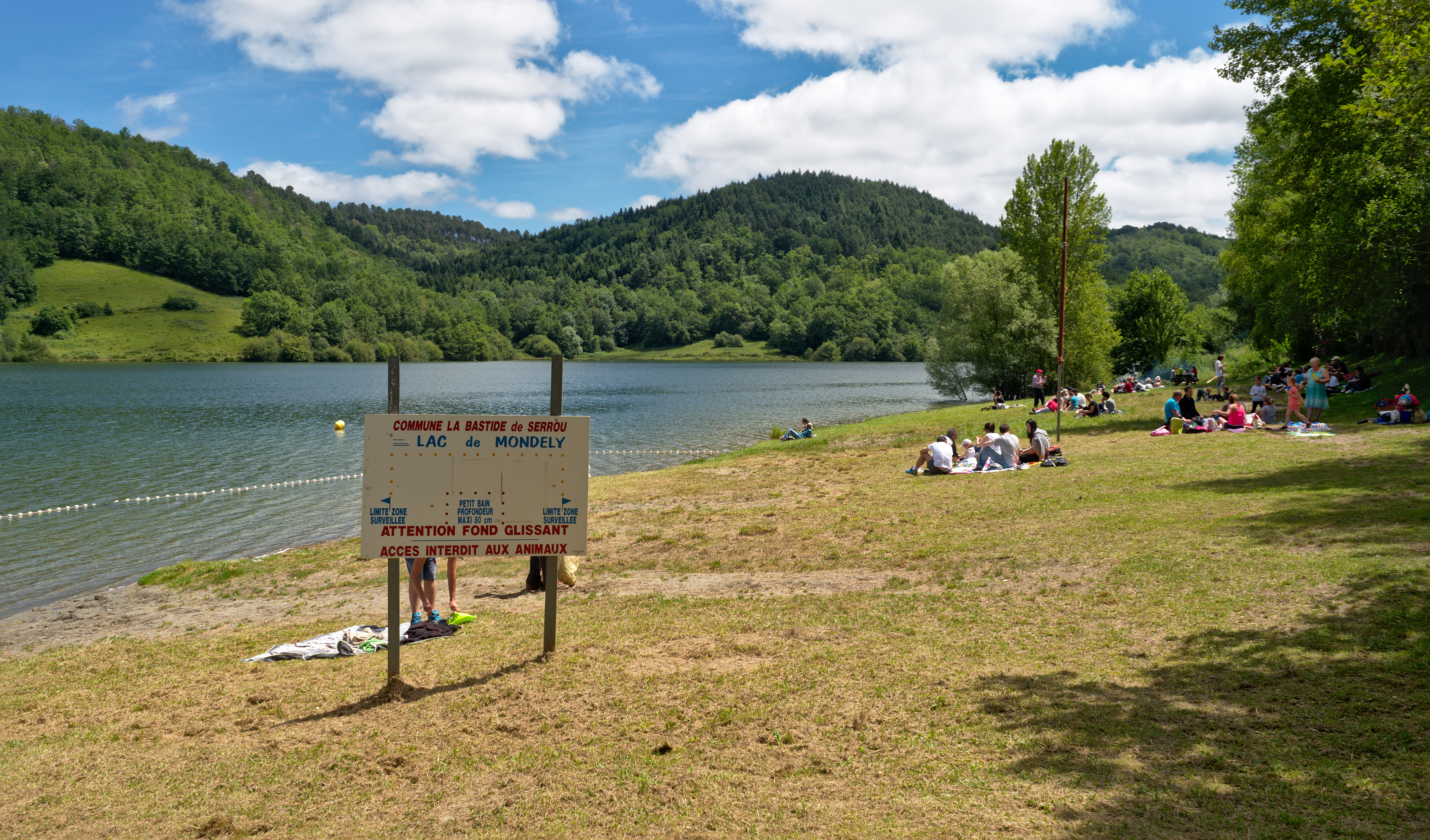
La plage du lac de Mondély.

La pêche est autorisée ainsi que la baignade (surveillée l'été de 13 h à 19 h), mais la navigation est interdite.

## Projet
Dès 2019, EDF Renouvelables étudie la faisabilité d'une centrale photovoltaïque flottante.